# Navios invisíveis
De acordo com o mito dos navios invisíveis (ou navios não visíveis), quando os navios dos exploradores europeus se aproximavam da América do Norte, da América do Sul ou da Austrália, a aparência dos seus grandes navios era tão estranha aos povos nativos que eles nem conseguiam ver os navios que estavam no seu campo de visão. Tal afirmação é baseada numa passagem do diário de Joseph Banks que descreve a chegada do navio HMS Endeavour a Botany Bay. O autor  escreveu que os nativos não pareciam surpresos ou preocupados à distância, mas, ao contrário do mito, assim que os navios se aproximaram da terra, foram confrontados por homens armados. Embora as versões comuns do mito sejam apócrifas e não baseadas na ciência, ele foi promovido por grupos da Nova Era com destaque no filme de 2004 What the Bleep Do We Know!?

## Variações
Existem diversas variações apócrifas do mito, todas as quais envolvem os povos nativos sendo incapazes de ver os navios se aproximando devido à cegueira perceptiva. Em algumas versões, o explorador não é o Capitão Cook, mas sim Fernão de Magalhães ou Cristóvão Colombo e o local é a costa da América do Norte ou do Sul.
A história passou a ser associada às obras da Nova Era. Um exemplo importante é o filme de 2004 What the Bleep Do We Know!?, criado pela seita da Nova Era Ramtha's Escola de Iluminação. Durante uma discussão no filme sobre a influência da experiência na percepção, a neurocientista Candace Pert transmite uma versão do mito segundo a qual os nativos americanos não conseguiam ver os navios de Colombo porque estaria fora da experiência dos nativos. O filme continua adicionando um xamã à narrativa, que começou a ver ondulações na água e eventualmente conseguiu ver o navio. Assim que o xamã começou a contar às pessoas sobre eles, os outros índigenas começaram a ver também.

## Base histórica
O mito dos navios invisíveis é baseado no diário do botânico Joseph Banks que viajou com o capitão Cook no navio HMS Endeavour e documentou seu relato sobre os nativos ao entrar em Botany Bay, na Austrália, em abril de 1770: 
Essas pessoas pareciam estar totalmente engajadas no que estavam fazendo: o navio passou a menos de quatrocentos metros deles e ainda assim eles mal tiraram os olhos de seu trabalho; Quase me inclinava a pensar que, atentos aos seus afazeres e surdos ao barulho das ondas, eles não a viam nem a ouviam passar por eles. À 1h chegamos a uma âncora perto de uma pequena aldeia composta por cerca de 6 ou 8 casas. Logo depois disso, uma senhora idosa acompanhada por três crianças saiu da floresta; ela carregava vários pedaços de graveto e as crianças também carregavam seus fardos; quando ela chegou às casas, mais três crianças mais novas saíram de uma delas para conhecê-la. Ela frequentemente olhava para o navio, mas não expressava surpresa nem preocupação. Logo depois ela acendeu uma fogueira e as quatro canoas voltaram da pesca; as pessoas desembarcaram, levantaram seus barcos e começaram a preparar o jantar para que todos parecessem totalmente indiferentes a nós, embora estivéssemos a pouco mais de meia milha deles.
Prossegue declarando que embora tenha ficado surpreso com o fato de o navio muito alto não ter recebido mais atenção à distância, quando se aproximaram um pouco foram confrontados por homens armados. Esta passagem também é seguida pela observação de que dez pessoas haviam subido a um morro para ver o navio. Ao contrário do mito, não havia razão para pensar que os nativos não viram o navio, exceto pela surpresa de Banks ao ser recebido à distância.

## Explicação
De acordo com as diversas versões do mito, os nativos americanos ou australianos não podiam ver os navios porque não tinham um conceito para tal objeto ou porque não se enquadravam na sua experiência. Os grandes navios à vela não se pareciam com os navios menores, semelhantes a canoas, que eram mais comums aos índigenas. O filósofo JR Hustwit escreveu que se essas premissas do mito fossem verdadeiras, "que objetos desconhecidos são revestidos com algum tipo de revestimento cognitivo... o aprendizado não seria possível".
No caso de Banks e de outras versões do mito, a incapacidade dos nativos de ver os navios não se baseia na descrição da percepção dos nativos, mas na percepção dos exploradores que esperavam uma recepção diferente. Bernie Hobbs da ABC Science , escrevendo sobre a versão em What the Bleep Do We Know!?, aponta que não há documentação histórica conhecida da perspectiva dos nativos americanos, que os nativos americanos na época não tinham uma linguagem escrita para documentar o evento, e Colombo não conhecia a língua, mesmo que o mito tenha se originado com ele.
Barry Evans, do North Coast Journal, sugere que a explicação mais provável é que "qualquer coisa que não fosse uma ameaça ou que não contribuísse para o seu bem-estar poderia ser ignorada com segurança" e que, caso fosse percebida como uma ameaça, eles se engajariam diretamente. Hobbs, da ABC Science, compara a provável experiência dos nativos à cegueira desatenta e à atenção seletiva como demonstrado pelo Teste do Gorila Invisível produzido por Christopher Chabris e Daniel Simons. O teste assume a forma de um vídeo que inclui várias pessoas passando uma bola de basquete para frente e para trás enquanto se movem pelo quadro. Ao espectador é pedido que conte quantas vezes pessoas vestindo camisas brancas passam a bola. No meio do vídeo, uma pessoa vestida de gorila passa de um lado para o outro, mas muitas pessoas que assistem ao vídeo não veem o gorila porque estão focadas em sua tarefa. Da mesma forma, David Hambling escreveu no Fortean Times que os europeus estavam "acostumados a ser a principal atração onde quer que fossem", que não deveria ser surpreendente que fossem vistos como hostis e, portanto, não recebidos calorosamente, e que talvez "os nativos não pensassem que esta canoa descomunal era tão 'notável' quanto o próprio Banks fez dizer".
De acordo com um entrevistado em um projeto de história oral do Museu Nacional da Austrália, os nativos sobre os quais Banks escreveu podem ter ignorado os exploradores porque "na cultura Dharawal (deles), o contato com estranhos ou espíritos da vida após a morte causava consequências espirituais e era evitado principalmente pela comunidade dos nativos."